# Aspalathus ramosissima
Aspalathus ramosissima är en ärtväxtart som beskrevs av Rolf Martin Theodor Dahlgren. Aspalathus ramosissima ingår i släktet Aspalathus och familjen ärtväxter. Inga underarter finns listade i Catalogue of Life.